# Флаг Мальты
Флаг Мальты (мальт. Bandiera ta' Malta, англ. Flag of Malta) в его современной форме утверждён в 1964 году. Его полотнище состоит из двух частей: белой — у древка и красной — в вольной части. На белой части в верхнем углу полотнища у древка изображён окаймлённый красной каймой серебряный знак британского Георгиевского креста — высшей награды Великобритании за храбрость для гражданских лиц, которым остров был награждён в 1943 году за храбрость населения Мальты, проявленную во время Второй мировой войны.

## История цветов
Традиция гласит, что цвета флага были даны Мальте Рожером I Сицилийским в 1090 году. Флот Рожера высадился на Мальте по завершении норманнского завоевания Сицилии. Утверждается, что местные христиане предложили выступить на стороне Рожера против арабских защитников. Чтобы отличать местных жителей, сражающихся на его стороне, от защитников, Роджер, как сообщается, оторвал часть своего клетчатого красно-белого флага. Эта история, однако, была развенчана как миф XIX века или, возможно, даже более ранний: Мдина, старая столица Мальты, ассоциировала свои цвета с цветами Роджера в позднем Средневековье.
Более вероятным источником мальтийских цветов был флаг мальтийских рыцарей, белый крест на красном поле, который дал основу красно-белому щиту, используемому в британском колониальном периоде.

## Георгиевский крест
Георгиевский крест первоначально появился на флаге на синем кантоне. Флаг был изменён 21 сентября 1964 года с обретением Мальтой независимости, когда синий кантон был заменён красным фимбрированием (каймой) с намерением сделать крест менее заметным.

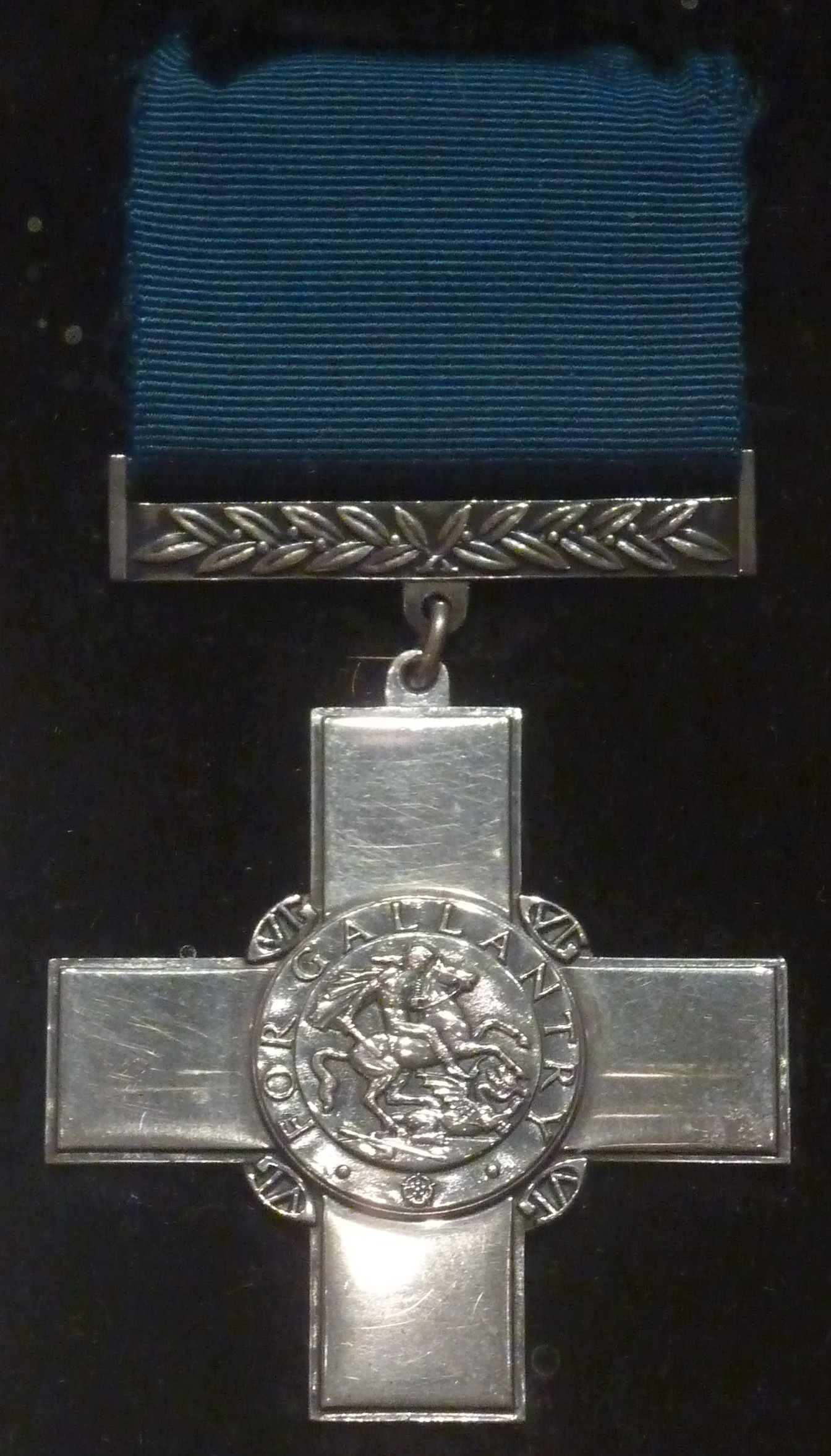
Георгиевский крест

## Исторические флаги Мальты

Флаги британской колонии Мальта
1801—1875
1875—1898
1898—1923
1923 — 28 декабря 1943
28 декабря 1943 — 21 сентября 1964

Флаги британских губернаторов Мальты
1875—1898
1898 — 28 декабря 1943
28 декабря 1943 — 21 сентября 1964
1964 — 1974 Флаг Генерал-губернатора

Другие флаги
31 октября 1967 — 12 декабря 1974 Штандарт Елизаветы II
28 октября 1988 Флаг президента Мальты
Гюйс ВМС Мальты
1943—1964 Неофициальный флаг Мальты